# Foreste montane del Monte Camerun e di Bioko
Le foreste montane del Monte Camerun e di Bioko sono un'ecoregione dell'ecozona afrotropicale, definita dal WWF (codice ecoregione: AT0121), che si estende sulle alture dell'isola di Bioko, in Guinea Equatoriale, e del monte Camerun, in Camerun.
La regione forma, assieme alla ecoregione delle foreste degli altopiani del Camerun, l'ecoregione globale denominata foreste dell'altopiano del Camerun, inclusa nella lista Global 200.

## Territorio

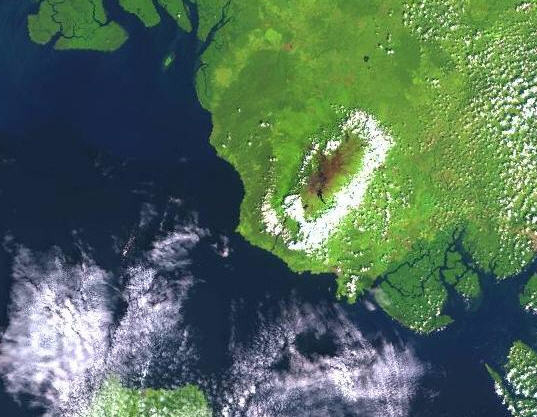
Immagine satellitare delle foreste sul monte Camerun (al centro della foto) e Bioko (in basso a sinistra)

Questa ecoregione è situata in una catena vulcanica che si allunga verso nord-est lungo il confine tra Camerun e Nigeria, e verso sud-ovest nelle isole di São Tomé, Príncipe, Annobón e Bioko. Con i suoi 4095 m di altezza, il monte Camerun è la vetta più elevata della regione. All'ecoregione appartengono solamente le zone di alta quota del monte Camerun e di Bioko, ma sul versante volto a sud-ovest del monte Camerun le forti precipitazioni e la nuvolosità intensa fanno sì che la vegetazione montana si sviluppi a partire dai 500 m. Rispetto agli altri della regione, il monte Camerun e Bioko sono vulcani recenti. Dei due, il monte Camerun è l'unico ancora attivo: le sue ultime eruzioni risalgono al 1982 e al 1999. L'Etinde, sul versante sud-occidentale del monte Camerun, è un picco vulcanico più antico e inattivo. I versanti sud-occidentale sia del monte Camerun che di Bioko sperimentano una stagione delle piogge virtualmente continua, con valori pluviometrici che in alcune località possono raggiungere i 10.000 mm annui e un clima tropicale ad altitudini inferiori. Al contrario, sui fianchi settentrionale e orientale del monte Camerun non piove quasi mai. Complessivamente, tuttavia, l'ecoregione riceve oltre 3500 mm di pioggia all'anno. Salendo di quota la piovosità generalmente decresce, e sulla sommità del monte Camerun cadono meno di 2000 mm di pioggia all'anno. Alla base della montagna, le temperature medie sono dell'ordine dei 25,5-27 °C, e possono raggiungere i 32-35 °C durante i mesi più caldi (marzo e aprile). Le temperature diminuiscono al tasso di circa 1 °C ogni 150 m.

## Flora
La varietà della vegetazione all'interno dell'ecoregione è influenzata da un certo numero di fattori, come l'altitudine e il clima. A Bioko, si incontrano tre distinte aree di foresta montana al di sopra dei 1500 m: sul Pico Basilé (3011 m), sulla Gran Caldera de Luba (2261 m) e sul Pico Biao (2009 m). Queste foreste montane presentano una volta aperta e sono caratterizzate da Schefflera abyssinica, S. mannii, Prunus africana e Nuxia congesta. Sul monte Camerun, la foresta montana si estende tra i 1675 e i 2200–2400 m di altitudine. Questa sfuma pian piano in una boscaglia di altitudine che cede il passo, man mano che si sale, a una comunità di vegetazione subalpina e infine alla nuda roccia. Le pendici ben drenate formate dalla lava porosa supportano prati di erbe spinose e carici, tra cui Pennisetum monostigma, Swertia abyssinica, Myrica humilis e Agauria salicifolia. Sui campi di lava al di sopra dei 2000 m si sviluppano orchidee come Brownleea parviflora e Holothrix tridentata, oltre ad altre piante erbacee. Le praterie subalpine si sviluppano a partire dai circa 2000–2200 m sul monte Camerun e dai 2500 m a Bioko. Tra la vegetazione caratteristica di questa zona figurano Andropogon amethystinus, Deschampsia mildbraedii, Agrostis mannii, Koeleria cristata e Bulbostylis erratica. Complessivamente, almeno 42 specie e tre generi di vegetali sono rigorosamente endemici e altre 50 specie quasi endemiche del monte Camerun.

## Fauna
Sul monte Camerun sono state censite oltre 370 specie di uccelli, due di queste presenti solamente qui: il francolino del Camerun (Pternistis camerunensis) e lo speirope del Camerun (Zosterops melanocephalus). Tra le altre specie ricordiamo la nettarinia di Ursula (Cinnyris ursulae), la rondine serrata montana (Psalidoprocne fuliginosa), il picatarte collogrigio (Picathartes oreas) e lo speirope di Fernando Pó (Zosterops brunneus), endemico di Bioko. Tra i mammiferi, sono endemici dell'ecoregione solamente il toporagno Sylvisorex morio e il topo dal pelo a spazzola Lophuromys roseveari, mentre quasi endemico è il topo dal pelo soffice del Camerun (Praomys morio); tra le altre specie presenti ricordiamo il cercopiteco dalle orecchie rosse (Cercopithecus erythrotis), il cercopiteco di Preuss (Cercopithecus preussi), il colobo nero (Colobus satanas, presente, entro questa ecoregione, solo a Bioko), il drillo (Mandrillus leucophaeus), il toporagno unno (Crocidura attila), il topo arrampicatore del Camerun (Dendromus oreas) e il toporagno murino di Eisentraut (Myosorex eisentrauti, endemico di Bioko). Sebbene l'erpetofauna dell'ecoregione sia molto varia, è endemica solamente una specie di anfibio, il rospo Werneria preussi. Quasi endemici, invece, sono un altri due rospi, Didynamipus sjostedti e Werneria tandyi, e la rana Arthroleptis bivittatus. Tra i rettili quasi endemici vi sono il camaleonte montano del Camerun (Trioceros montium) e lo scinco a cinque dita di Sjöstedt (Lacertaspis gemmiventris). Sul monte Camerun vivono inoltre moltissime farfalle, tra cui l'endemica Charaxes musakensis.

## Conservazione
La foresta del monte Camerun è minacciata, specialmente lungo le sue pendici inferiori, dalla conversione in terreni agricoli e dalla produzione di legname, e non gode per la maggior parte di nessun tipo di protezione. A Bioko, alcune aree sono protette entro i confini della riserva scientifica della Caldera di Luba.